# لین، میشیگان
لین (به انگلیسی: Lynn Township) یک منطقهٔ مسکونی در ایالات متحده آمریکا است که در شهرستان سنت کلیر، میشیگان واقع شده‌است.
 لین ۹۳٫۴ کیلومتر مربع مساحت و ۱٬۲۲۹ نفر جمعیت دارد و ۲۴۱ متر بالاتر از سطح دریا واقع شده‌است.